# Tristan und Isolde
Tristan und Isolde (en alemany, en català: Tristany i Isolda) és una òpera en tres actes amb música i llibret de Richard Wagner, basada en una llegenda medieval bretona narrada per Gottfried von Strassburg (cap a 1210), que al seu torn es basa en una llegenda medieval transmesa en francès per Thomas de Bretanya. Va ser composta entre 1857 i 1859 i va ser estrenada el 10 de juny del 1865 al Teatre de la Cort de Múnic, sota la direcció del mestre Hans von Bülow.
La composició de Tristany und Isolde de Wagner es va inspirar en la filosofia d'⁣Arthur Schopenhauer (en particular El món com a voluntat i representació), així com en la relació de Wagner amb Mathilde Wesendonck. Àmpliament reconegut com un cim del repertori operístic, Tristany va destacar per l'ús sense precedents de Wagner del cromatisme, l'ambigüitat tonal, el color orquestral i la suspensió harmònica.
Hi ha un abans i un després en la història de la música universal després de la sacsejada de Tristany i Isolda. Molts crítics wagnerians de l'època consideraven que aquesta òpera representava el zenit de la música occidental; d'altra banda, un altre grup influent de crítics, centrats en Eduard Hanslick, la titllava d'incomprensible. El primer acord de l'òpera, anomenat «acord de Tristany», es considera de gran importància en el desenvolupament de l'harmonia tonal tradicional i marca el començament del precipici atonal pel qual tot lliscarà, sobretot al segle xx. Així, va tenir una influència molt important en compositors com ara Gustav Mahler, Richard Strauss, Alban Berg i Arnold Schönberg, entre d'altres.
El manuscrit autògraf de l'òpera es conserva a la Fundació Richard Wagner.

## Història de la composició

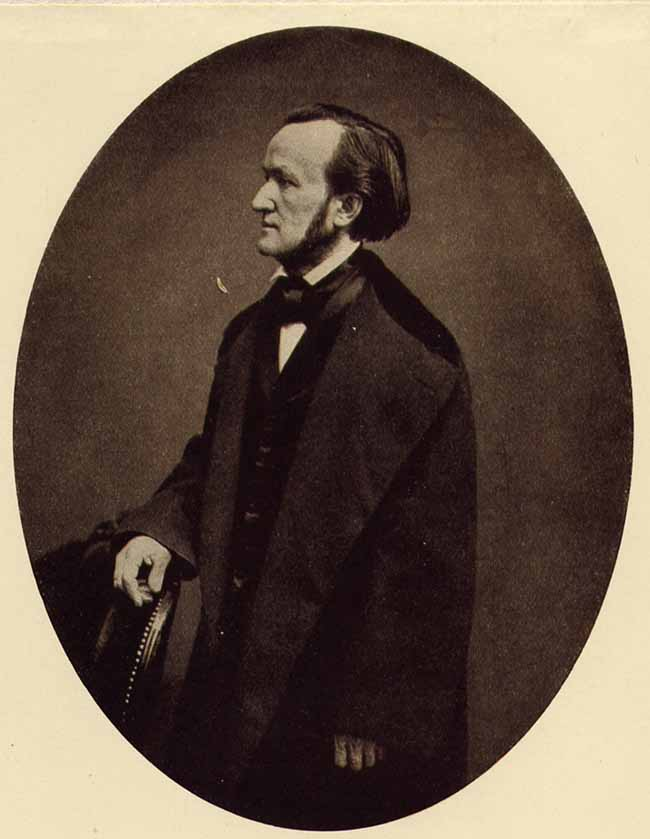
Foto de Wagner a Brussel·les, 1860

El 1849, Wagner estava a Dresden. Quan (al març de l'any anterior) va acabar la partitura de Lohengrin, es va convèncer que només un tema mític li podria donar aquella llibertat, tant pel que fa a les paraules, la caracterització dels personatges i la música, que anava buscant. El seu assaig sobre els Nibelungs va ser seguit per un sobre el Mite dels Nibelungs, com a materials per a un drama. Després va començar a treballar en el primer text de Siegfried. Malgrat que va escriure a Liszt i li va dir que posaria música a això, el 1851 va descobrir que era impossible condensar la matèria en un sol drama, si no que inevitablement s'hauria d'expandir en quatre.

Entre aquestes dates va tenir lloc la revolució de 1849, que aquesta va tenir un efecte molt important i durador en la vida de Wagner. La participació de Wagner en aquesta revolució ha estat molt mal entesa, i W. Ashton Ellis, en el seu llibret 1849 : A vindication, emès en resposta a les declaracions de Praeger, va posar les coses en ordre. No hi ha res que demostrés que
Wagner fos un revolucionari ensangonat o que disparés una escopeta als carrers de Dresden. Els actes atribuïts a ell eren, sense dubte, d'un jove pastisser amb el mateix nom. La participació real del compositor en el moviment va consistir en ajudar a traslladar homes i provisions a Dresden. Va arribar fins i tot a abraçar un dels líders amb entusiasme després d'un discurs a l'Ajuntament. Malgrat que els insurrectes van tenir èxit al principi, les tropes prussianes, després d'un dia o dos, els van fer fugir, i Wagner va escapar a Weimar, on va trobar refugi amb el seu amic i admirador devot, Liszt. Però aquest no va ser el seu asil, i es va veure obligat a marxar.
Wagner es va veure obligat a abandonar la seva posició com a director de l'⁣Òpera de Dresden el 1849, ja que hi havia una ordre de detenció publicada per la seva participació en la fallida Revolució de Maig. Va deixar la seva dona, Minna, a Dresden i va fugir a Zúric. Els primers anys de l'exili a Zuric els dedicar a escriure les seves obres en prosa amb la idea de promulgar les seves teories. Durant aquests anys no va compondre cap música, i la lluita per a la supervivència va fer d'aquest període un dels moments de major angoixa. No obstant això, aquest temps terrible va resultar ser d'un gran valor per al seu art, ja que va idear la vasta concepció d'una trilogia amb un pròleg, L'anell dels Nibelungs.
Llavors, l'amarga idea que aquest gran treball el deixaria encara més lluny de l'òpera que s'estava fent i, en conseqüència, el lligaria a les cadenes de la pobresa encara més estretament, va fer que l'abandonés desesperat i buscar una obra més curta, més probable d'acceptació immediata en algun lloc.
Allà, el 1852, va conèixer el ric comerciant de seda Otto Wesendonck. Wesendonck es va convertir en un partidari de Wagner i va finançar el compositor durant diversos anys. L'esposa de Wesendonck, Mathilde, es va enamorar del compositor. Tot i que Wagner estava treballant en la seva èpica Der Ring des Nibelungen, es va trobar intrigat per la llegenda de Tristany i Isolda.
El redescobriment de la poesia germànica medieval, inclosa la versió de Nibelungenlied de Gottfried von Strassburg i el Parzival de Wolfram von Eschenbach, van deixar un gran impacte en els moviments romàntics alemanys durant la meitat del segle xix. La història de Tristany i Isolda és un romanç per excel·lència de l'edat mitjana i el Renaixement. Existeixen diverses versions de la història, la més antiga data de mitjans del segle XII. La versió de Gottfried, part de la branca "cortesana" de la llegenda, va tenir una gran influència en la literatura alemanya posterior.

Segons la seva autobiografia, Mein Leben, Wagner va decidir dramatitzar la llegenda de Tristany després que el seu amic, Karl Ritter, intentés fer-ho, escrivint que:
De fet, s'havia fixat en donar protagonisme a les fases més lleugeres del romanç, mentre que va ser la seva tragèdia omnipresent la que em va impressionar tan profundament que em vaig sentir convençut que hauria de destacar amb un relleu atrevit, independentment dels detalls menors.
Aquesta influència, juntament amb el seu descobriment de la filosofia d'⁣Arthur Schopenhauer l'octubre de 1854, va portar Wagner a trobar-se en un "estat d'ànim seriós creat per Schopenhauer, que intentava trobar una expressió extàtica. Va ser un estat d'ànim com el que va inspirar la concepció de Tristany i Isolda".

Wagner va escriure sobre les seves preocupacions per Schopenhauer i Tristany en una carta a Franz Liszt (16 de desembre de 1854):
Mai en la meva vida, havent gaudit de la veritable felicitat de l'amor, erigiré un record a aquest somni més bonic en el qual, des del primer fins a l'últim, l'amor trobarà, per una vegada, una completa plenitud. He ideat en la meva ment un Tristany o Isolda, la concepció musical més senzilla, però més plena que es pugui imaginar, i amb la "bandera negra" que oneja al final, em cobriré: per morir.

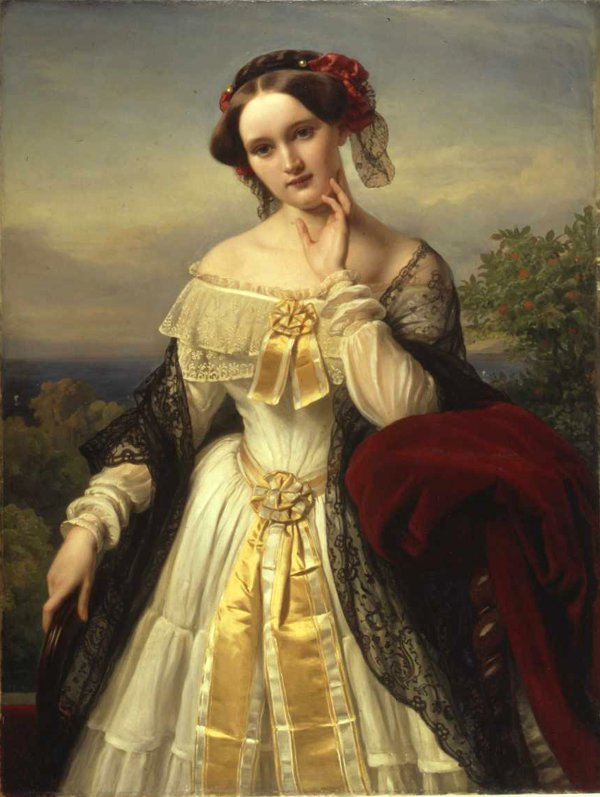
Pintura de Mathilde Wesendonck (1850) de Karl Ferdinand Sohn

A finals de 1854, Wagner havia esbossat els tres actes d'una òpera sobre el tema de Tristany, basant-se en la narració de la història de Gottfried von Strassburg. Tot i que els primers esbossos existents daten de desembre de 1856, no va ser fins a l'agost de 1857 que Wagner va començar a dedicar la seva atenció completament a l'òpera, deixant de banda la composició de Siegfried per fer-ho. El 20 d'agost va començar l'esbós en prosa de l'òpera, i el llibret (o poema, com Wagner va preferir anomenar-lo) es va acabar el 18 de setembre. Wagner, en aquest moment, s'havia traslladat a una casa de camp construïda als terrenys de la vil·la de Wesendonck, on, durant el seu treball a Tristany i Isolda, es va involucrar apassionadament amb Mathilde Wesendonck. Queda incerta si aquesta relació era platònica o no. Un vespre del setembre d'aquell any, Wagner va llegir el poema acabat de "Tristany" a un públic que incloïa la seva dona, Minna, la seva actual musa, Mathilde, i la seva futura amant (i més tard esposa), Cosima von Bülow.
A l'octubre de 1857, Wagner havia començat l'esbós de composició del primer acte. Durant el novembre, però, va musicar cinc dels poemes de Mathilde coneguts avui com els Wesendonck Lieder. Aquest va ser un moviment inusual de Wagner, que gairebé mai no va musicar textos poètics que no fossin els seus. Wagner va descriure dues de les cançons - Im Treibhaus i Träume - com "Estudis per a Tristany i Isolda": Träume utilitza un motiu que forma el duet amorós a l'acte II de Tristany, mentre que Im Treibhaus introdueix un tema que després esdevingué el preludi de l'acte III. Però Wagner va decidir escriure Tristany només després d'haver aconseguit un acord de publicació amb la firma de Leipzig Breitkopf & Härtel, el gener de 1858. A partir d'aquest moment, Wagner va acabar cada acte i el va enviar a gravar abans de començar el següent, una gesta notable donada la llargada i complexitat sense precedents de la partitura.
L'abril de 1858, la dona de Wagner, Minna, va interceptar una nota de Wagner a Mathilde i, malgrat les protestes de Wagner que estava posant una "interpretació vulgar" a la nota, va acusar primer Wagner i després Mathilde d'infidelitat. Després de patir molta misèria, Wagner va convèncer Minna, que tenia una malaltia cardíaca, que descansés en un balneari mentre Otto Wesendonck portava Mathilde a Itàlia. Va ser durant l'absència de les dues dones que Wagner va començar l'esbós compositiu del segon acte de Tristany. Tanmateix, el retorn de Minna el juliol de 1858 no va aclarir l'ambient, i el 17 d'agost, Wagner es va veure obligat a abandonar tant Minna com Mathilde i traslladar-se a Venècia.

Més tard, Wagner descriuria els seus últims dies a Zuric com "un autèntic infern". Minna va escriure a Mathilde abans de marxar cap a Dresden:
He de dir-te amb el cor sagnant que has aconseguit separar el meu marit de mi després de gairebé vint-i-dos anys de matrimoni. Que aquesta noble acció contribueixi a la teva tranquil·litat, a la teva felicitat.
Wagner va acabar el segon acte de Tristany durant el seu exili de vuit mesos a Venècia, on va viure al Palazzo Giustinian. El març de 1859, tement l'extradició a Saxònia, on encara era considerat un fugitiu, Wagner es va traslladar a Lucerna on va compondre l'últim acte, completant-lo l'agost de 1859.

### Estrena
Tot i haver estat acabada a principis d'agost de 1859, va passar molt de temps abans que Tristany i Isolda veiés la llum per ser una òpera difícil d'escenificar, i Wagner va considerar diverses possibilitats per al lloc. El 1857 va ser convidat per un representant de Pere II, emperador del Brasil, per posar en escena les seves òperes a Rio de Janeiro (en italià, la llengua de l'Òpera Imperial); li va dir a Liszt que estava considerant instal·lar-se a Rio i que aquesta ciutat rebria l'honor d'estrenar Tristany. Wagner va enviar a l'emperador còpies enquadernades de les seves òperes anteriors en expressió del seu interès, però no va sortir res més del pla. A continuació, va proposar que l'estrena tingués lloc a Estrasburg, arran de l'interès pel projecte mostrat per la Gran Duchesse de Baden. Un cop més, el projecte no es va poder dur a terme. Aleshores, els seus pensaments es van dirigir a París, el centre del món operístic a mitjans del segle xix. Tanmateix, després d'una desastrosa posada en escena de Tannhäuser a l'⁣Òpera de París, Wagner va oferir l'obra a l'òpera de Karlsruhe el 1861.

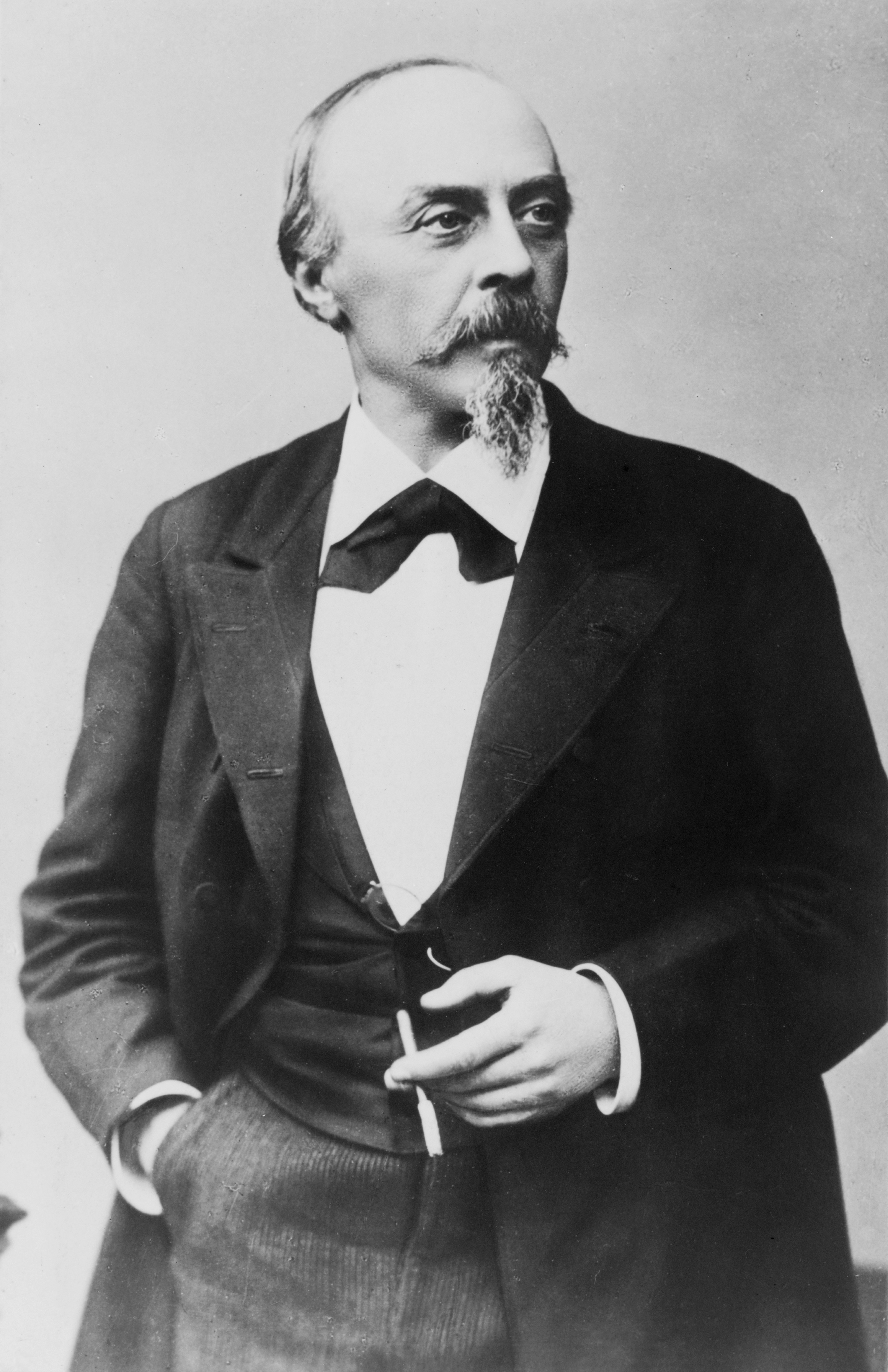
Foto de Hans von Bülow, qui va dirigir l'estrena

Quan Wagner va visitar l'⁣Òpera de la Cort de Viena per assajar possibles cantants per a aquesta producció, la direcció de Viena va suggerir que hi posessin l'òpera. Originalment, el tenor Alois Ander estava contractat per cantar la part de Tristany, però més tard es va mostrar incapaç d'aprendre el paper. Els intents paral·lels d'escenificar l'òpera a Dresden, Weimar i Praga van fracassar. Malgrat els més de 70 assajos entre 1862 i 1864, Tristany i Isolda no es va poder posar en escena a Viena, guanyant-se l'òpera una reputació d'impossible.
Va ser només després que el rei Lluís II de Baviera es convertís en patrocinador de Wagner (va concedir al compositor un generós estipendi i va donar suport als esforços artístics de Wagner d'altres maneres) que es van poder trobar prou recursos per muntar l'estrena de Tristany i Isolda. Hans von Bülow va ser escollit per dirigir la producció al Nationaltheater de Múnic, malgrat que Wagner tenia una aventura amb la seva dona, Cosima von Bülow. Fins i tot llavors, l'⁣estrena prevista el 15 de maig de 1865 va haver de ser ajornada fins que l'Isolda, Malvina Schnorr von Carolsfeld, s'hagués recuperat de la ronquera. L'obra finalment es va estrenar el 10 de juny de 1865, amb el marit de Malvina, Ludwig, acompanyant-la com a Tristany, amb Wagner supervisant els assajos de la música i el muntatge de l'obra.
El 21 de juliol de 1865, després d'haver cantat el paper només quatre vegades, Ludwig Schorr va morir sobtadament, fet que va fer especular que l'esforç que suposava cantar el paper de Tristany l'havia matat L'estrès d'interpretar Tristany també es va cobrar la vida dels directors Felix Mottl el 1911 i Joseph Keilberth el 1968. Tots dos homes van morir després d'esfondrar-se mentre dirigien el segon acte de l'òpera. Malvina es va enfonsar en una profunda depressió per la mort del seu marit, i mai més va cantar, tot i que va viure 38 anys més.
Després de la mort de Schorr, Tristany no es va tornar a escoltar a Múnic fins al 1869, quan va ser interpretat de nou sota la direcció de von Bülow.
Durant uns anys després, els únics intèrprets dels papers van ser un altre equip de marit i dona, Heinrich Vogl i Therese Vogl.

## Historial de representacions

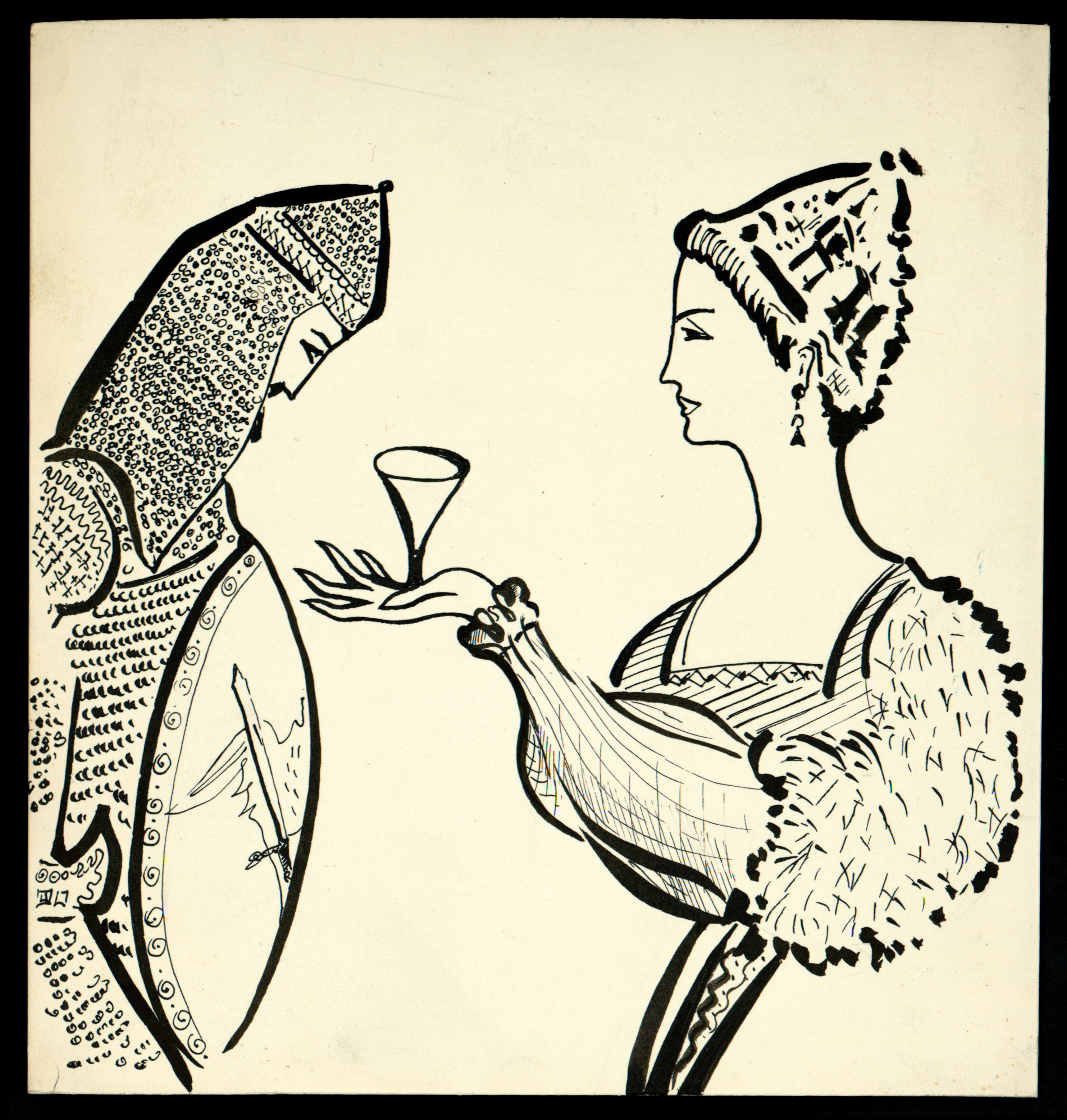
Dibuix per a un llibret (sense data)

La següent producció de Tristany va ser a Weimar el 1874. El mateix Wagner va supervisar una altra producció de Tristany a Berlín el març de 1876. Tristan es va representar a Weimar el 1874; va seguir Berlín el 1876, Königsberg i Leipzig el 1881, i a Hamburg el 1882. Després es va representar al seu propi teatre al Festival de Bayreuth després de la seva mort; Cosima Wagner, la seva vídua, va supervisar-ho el 1886, una producció que va ser àmpliament aclamada.
La primera producció fora d'Alemanya es va donar al Theatre Royal, Drury Lane, de Londres el 1882, durant una temporada d'òpera alemanya que l'empresari Augustus Harris va introduir. Tristany va ser interpretat per Hermann Winkelmann, que més tard aquell any va cantar el paper principal de Parsifal a Bayreuth. Va ser dirigit per Hans Richter, que també va dirigir la primera producció al Covent Garden dos anys més tard. Winkelmann també va ser el primer Tristany de Viena, el 1883. La primera actuació nord-americana va tenir lloc al Metropolitan Opera el desembre de 1886, dirigida per Anton Seidl.
A Catalunya, es va estrenar el 8 de novembre de 1899 al Gran Teatre del Liceu, dirigida per Édouard Colonne.

## Importància en el desenvolupament de la música romàntica
La partitura de Tristany i Isolda ha estat sovint citada com una fita en el desenvolupament de la música occidental. Al llarg de l'òpera, Wagner utilitza una notable gamma de color orquestral, harmonia i polifonia, fent-ho amb una llibertat que poques vegades es trobava a les seves òperes anteriors. El primer acord de la peça, l'⁣anomenat acord de Tristany, té una gran importància en l'allunyament de l'harmonia tonal tradicional, ja que es resol a un altre acord dissonant⁣:
L'òpera destaca per les seves nombroses expansions de la pràctica harmònica; per exemple, una innovació significativa és l'ús freqüent de dos acords consecutius que contenen trítons (quinta disminuïda o quarta augmentada), cap dels quals és un acord de setena disminuïda (fa–si, compàs 2; mi–la#, compàs 3). Tristan und Isolde també destaca per l'ús de la suspensió harmònica: un recurs utilitzat per un compositor per crear tensió musical exposant l'oient a una sèrie de cadències inacabades prolongades, inspirant així el desig i l'expectativa per part de l'oient per a la resolució musical. Tot i que la suspensió és un recurs compositiu comú (en ús des d'abans del Renaixement), Wagner va ser un dels primers compositors a emprar la suspensió harmònica al llarg d'una obra sencera. Les cadències introduïdes per primera vegada en el preludi no es resolen fins al final de l'acte III i, en diverses ocasions al llarg de l'òpera, Wagner prepara el públic per a un clímax musical amb una sèrie d'acords que es construeixen en tensió, només per ajornar deliberadament la resolució prevista. Un exemple particular d'aquesta tècnica es produeix al final del duet d'amor a l'acte II ("Wie sie fassen, wie sie lassen...") on Tristany i Isolda van augmentant gradualment fins a un clímax musical, i la resolució esperada es veu destruïda per la interrupció dissonant de Kurwenal ("Rette Dich, Tristan!"). Sovint s'interpreta que la resolució ajornada simbolitza tant l'alliberament sexual físic com l'alliberament espiritual mitjançant el suïcidi⁣: la tan esperada finalització d'aquesta sèrie de cadència només arriba a la "Liebestod" final ("Amor-mort"), durant la qual la resolució musical (a la "In des Welt-Atems wehendem All") coincideix amb el moment de la mort d'Isolda.
La tonalitat de Tristany havia de resultar immensament influent en la música clàssica occidental. L'ús del color musical per part de Wagner també va influir en el desenvolupament de la música de cinema. La partitura de Bernard Herrmann per al clàssic d'⁣Alfred Hitchcock, Vertígen, recorda molt al Liebestod, més evidentment a l'escena de la resurrecció. El Liebestod també es va incorporar a la pel·lícula surrealista de Luis Buñuel L'edat d'or. No tots els compositors, però, van reaccionar favorablement: la peça per a piano de Claude Debussy Golliwog's Cakewalk cita burlescament l'obertura de l'òpera en una forma distorsionada, indicant el passatge que s'ha de tocar "avec une grande emotion". No obstant això, Debussy va estar molt influenciat per Wagner i sobretot per Tristany. Moments freqüents de tonalitat inspirada en Tristany marquen les primeres composicions de Debussy.

## Instrumentació
Tristany i Isolda va ser escrita per als instruments següents:
- 3 flautes (una doblant amb flautí), 2 oboès, corn anglès, 2 clarinets, clarinet baix, 3 fagots
- 4 tromes, 3 trompetes, 3 trombons, tuba baixa
- timbals, plats, triangle
- arpa
- 1r i 2n violins, violes, violoncels i contrabaix (Die Streichinstrumente sind vorzüglich gut und stark zu besetzen. [Els instruments de corda s'han d'emetre exquisidament en quantitat i qualitat.])

A l'escenari
- corn anglès, 6 trompes, 3 trompetes, 3 trombons

## Sinopsi
| Prelude |
|         |
|         |
|         |

### Acte I
Isolda, promesa del rei Marke, i la seva serventa, Brangäne, estan embarcades en el vaixell de Tristany que les porta al regne de Cornualla. L'òpera s'inicia amb la cançó d'un jove mariner que al·ludeix a una "donzella irlandesa feréstega" ("Westwärts schweift der Blick"), que Isolda interpreta com una referència injuriosa. En un esclat d'ira, advoca perquè la mar s'arbori i enfonsi el vaixell i mati tots els que són a bord ("Erwache mir wieder, kühne Gewalt"). El seu menyspreu i ràbia es dirigeixen especialment contra Tristany, el cavaller encarregat de dur-la al rei Marke, i fa anar a Brangäne perquè ordeni a Tristany que comparegui davant d'ella ("Befehlen liess' dem Eigenholde"). Tristan, però, rebutja la petició de Brangäne, al·legant que no pot abandonar el comandament de la nau. El seu servent, Kurwenal, respon més bruscament, dient-li que Isolda no està en condicions de donar ordres a Tristany i li recorda que l'anterior promès d'Isolda, Morold, va ser mort per Tristany ("Herr Morold zog zu Meere her").
Brangäne explica els fets a Isolda que, irada i venjativa, explica com, després de la mort de Morold, es va trobar amb un desconegut que es feia dir Tantris. Aquest jeia mortalment ferit en una barca ("von einem Kahn, der klein und arm") i ella va guarir-lo. Tanmateix, mentre delirava, l'home va revelar que havia mort el seu promès. Isolda va intentar matar-lo amb la seva pròpia espasa mentre jeia impotent davant d'ella. Però Tristany no va mirar-se l'espasa que l'havia de matar ni la mà que empunyava, sinó el ulls d'Isolda ("Er sah' mir in die Augen"). La mirada li va travessar el cor i no va poder matar-lo. Va permetre a Tristany de marxar sota la promesa de no tornar mai més, promesa que havia trencat en venir a endur-se-la per casar-la amb el seu oncle, el rei Marke. Isolda, trasbalsada per la traïció d'en Tristany, demana a Brangäne que l'ajudi a preparar un beuratge mortal.
Kurwenal apareix a l'estança de les dones ("Auf auf! Ihr Frauen!") i anuncia que el viatge està arribant a la seva fi. Isolda adverteix a Kurwenal que no es presentarà davant el rei si Tristany abans no accepta de compartir amb ella una copa de reconciliació. Quan arriba Tristany, Isolda li retreu la seva conducta i li diu que li deu la vida i com les seves accions han tacat el seu honor, ja que en haver beneït les armes de Morold abans de la batalla, ella estava obligada a dur-li venjança. Tristany ofereix primer la seva espasa però Isolda no l'accepta; han de beure la copa de la reconciliació. Brangäne porta la poció que segellarà el perdó; Tristany sap que bevent-ne pot morir-se, perquè coneix els poders màgics d'Isolda ("Wohl kenn' ich Irlands Königin"). El viatge és gairebé a punt d'acabar-se quan Tristany beu la meitat de la copa i Isolda en pren l'altra meitat. La poció fa efecte, però en comptes de la mort, suscita en ambdós un amor súbit i irrefrenable ("Tristan!" "Isolde!"). Kurwenal, que anuncia la imminent arribada a bord del rei Marke, interromp el seu arrabatament. Isolda pregunta a Brangäne quina poció ha preparat i Brangäne respon, mentre els mariners aclamen l'arribada del rei, que ha canviat el verí per un filtre amorós per tal evitar-li la mort.

### Acte II

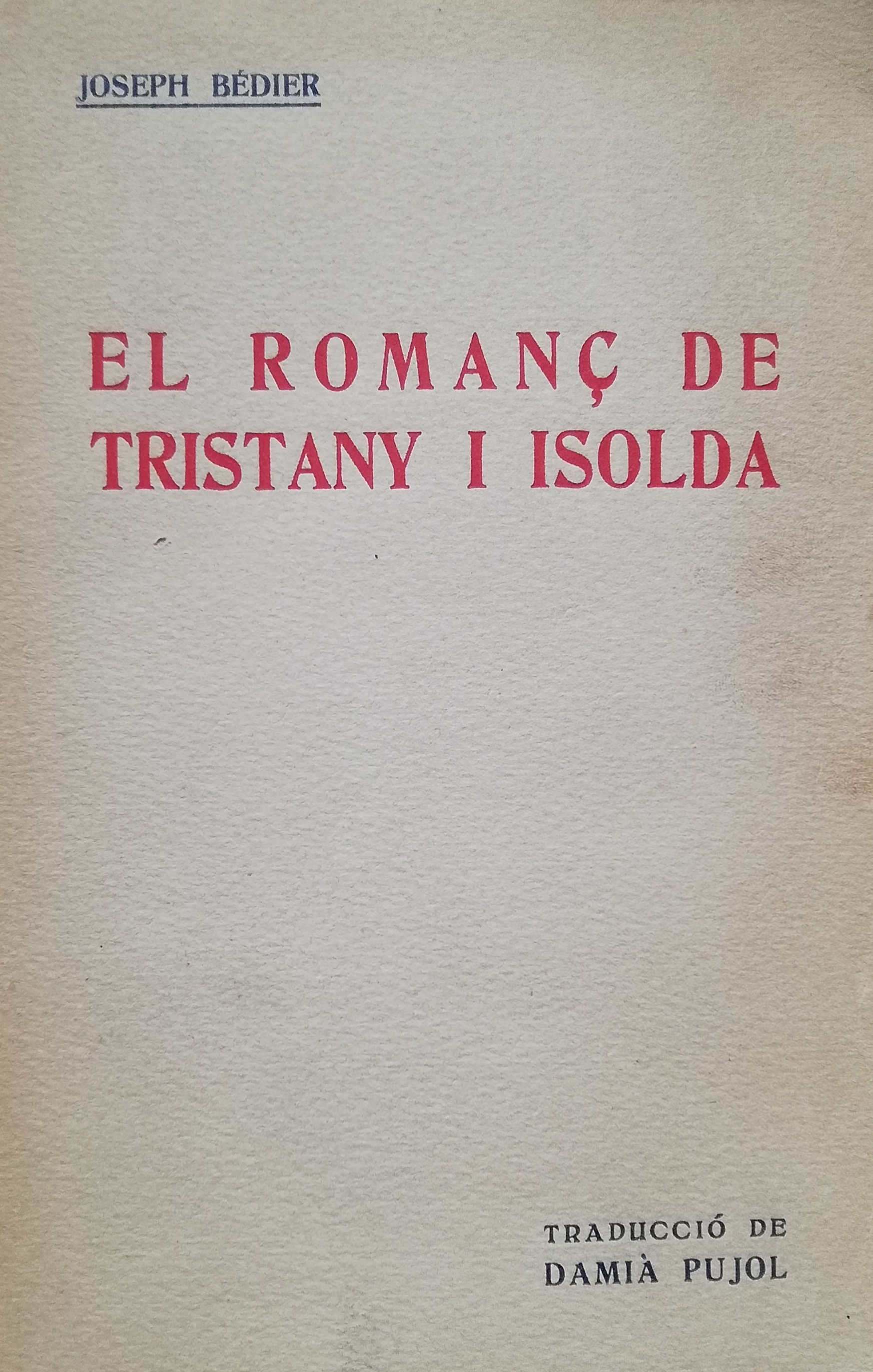
Traducció catalana de la llegenda de Tristany i Isolda, en la versió/transcripció del romanista Joseph Bédier. Publicada a Barcelona per l'Editorial Catalana l'any 1921

El rei Marke se'n va de cacera nocturna, deixant a Isolda i Brangäne soles al castell, dretes al costat d'una torxa encesa. Isolda, sentint el so dels corns de caça, creu que el grup està prou allunyat com per apagar la torxa, el senyal preestablert perquè Tristany hi acudeixi ("Nicht Hörnerschall tönt so hold"). Brangäne adverteix a Isolda que Melot, un dels cavallers del rei Marke, s'ha adonat de les mirades amoroses intercanviades entre Tristany i Isolda i sospita de la seva passió ("Ein Einz'ger war's, ich achtet' es wohl"). Isolda, però, es refia de Melot, l'amic més lleial de Tristany, i, enduta pel desig, apaga la torxa. Brangäne s'acosta a la muralla del castell per vigilar l'arribada de Tristany.
Els amants, per fi sols i alliberats de les limitacions de la vida cortesana, declaren la seva passió recíproca. Tristany blasma el regne de la llum del dia perquè és fals, irreal i els manté separats. Només a la nit, afirma, poden estar realment junts i només en la llarga nit de la mort podran estar eternament units ("O sink' hernieder, Nacht der Liebe"). Durant la llarga trobada, Brangäne adverteix diverses vegades que la nit s'està acabant ("Einsam wachend in der Nacht"), però les seves admonicions són desoïdes. Clareja, quan Melot, el rei Marke i els seus homes irrompen en l'estança on Tristany i Isolda jeuen abraçats. A Marke se li trenca el cor, no només per les traïcions del nebot i Isolda, sinó també perquè Melot ha traït el seu amic Tristany ("Mir - dies? Dies, Tristan - mir?").
Quan se'l pregunta, Tristany diu que no pot explicar al rei el motiu de la seva traïció perquè no l'entendria. Es gira cap a Isolda, que accepta seguir-lo de nou al regne de la nit. Tristany anuncia que Melot també s'ha enamorat d'Isolda. Melot i Tristany es barallen, però, en el moment crucial, Tristany llença l'espasa a terra i permet que en Melot el fereixi amb la seva.

### Acte III
Kurwenal ha portat Tristany al seu castell de Kareol, a la Bretanya. Un pastor toca amb la flauta una melodia trista i pregunta si Tristany està despert. Kurwenal respon que només l'arribada d'Isolda pot salvar Tristany, i el pastor s'ofereix a vigilar i afirma que tocarà una melodia alegre per assenyalar l'arribada de qualsevol vaixell. Tristany es desperta ("Die alte Weise - was weckt sie mich?") i es lamenta del seu destí: trobar-se de nou en el fals regne de la llum del dia, una vegada més impulsat per un anhel incessant i inextinguible ("Wo ich erwacht' weilt ich nicht"). El dolor de Tristany cesa quan Kurwenal li diu que Isolda és de camí. Tristany, exultant, pregunta si el vaixell és a la vista, però només se sent una melodia trista que arriba de la flauta del pastor.
Tristany recau en l'estat de prostració i recorda que la melodia malenconiosa del pastor és la mateixa que va sentir quan s'assabentà de la mort dels seus pares ("Muss ich dich so versteh'n, du alte, ernst Weise"). De nou clama contra els seus desitjos i contra la fatídica poció amorosa ("verflucht sei, furchtbarer Trank!") fins que, esgotat, s'enfonsa en el deliri. Quan encara desvarieja, se sent la flauta del pastor que anuncia l'arribada del vaixell d'Isolda i, mentre Kurwenal s'afanya a cercar-la, Tristany, endut per l'emoció, s'arrenca les benes de les ferides ("Hahei! Mein Blut, lustig nun fliesse!"). Quan Isolda arriba al seu costat, Tristany mor tot pronunciant el seu nom.
Isolda s'ensorra al costat del seu amant mort just quan s'anuncia l'arribada d'un altre vaixell. Kurwenal veu l'arribada de Melot, Marke i Brangäne ("Tod und Hölle! Alles zur Hand!"). Creu que han vingut a matar Tristany i, en un intent de venjar-lo, s'abraona sobre Melot. Marke intenta aturar la lluita sense èxit. Tant Melot com Kurwenal moren a la baralla. Marke i Brangäne finalment s'acosten on jeuen Tristany i Isolda. Marke, afligit davant el cadaver del seu "amic més veritable" ("Tot denn alles!"), explica que Brangäne li havia revelat el secret de la poció d'amor i que no havia vingut a separar els amants, sinó a unir-los ("Warum Isolde"., warum mir das?"). Isolda sembla revifar en sentir-lo i en una ària final que descriu la seva visió de Tristany ressuscitat (el " Liebestod ", "amor de la mort"), mor ("Mild und leise wie er lächelt").

### Exemples de leitmotiv
Heus aquí, a manera d'il·lustració, alguns dels molts motius de l'òpera.
- Els que s'escolten al preludi, d'importància desigual:

- Alguns altres motius importants:

## Influència de Schopenhauer enTristan und Isolde
L'amic de Wagner, el poeta Georg Herwegh, el va iniciar a finals de 1854 en l'obra del filòsof Arthur Schopenhauer. El compositor va quedar immediatament impressionat per les idees filosòfiques presents el El món com a voluntat i representació (Die Welt als Wille und Vorstellung), que li revelaven una visió del món molt similar a la seva.
L'home, segons Schopenhauer, és endut per desitjos continuats i inabastables, i l'abisme entre els nostres desitjos i la possibilitat d'aconseguir-los porta a la permanent frustració en un món que no és altre cosa que la representació d'una realitat incognoscible. La nostra representació del món és Phenomenon, mentre que la realitat incognoscible és Noumenon: conceptes plantejats originàriament per Kant. La influència de Schopenhauer en Tristany i Isolda és fa evident, especialment, en el segon i el tercer acte. El segon acte, en el qual es troben els amants, i el tercer acte, durant el qual Tristany anhela alliberar-se de les passions que el turmenten, sovint resulten desconcertants per als espectadors de l'òpera desconeixedors de l'obra de Schopenhauer.
Wagner utilitza la metàfora del Dia i la Nit en el segon acte per designar els regnes habitats per Tristany i Isolda. El món del Dia és aquell en què els amants estan condicionats per les convencions de la cort del rei Marke i veuen obligats a reprimir el seu amor mutu i aparentar una indiferència recíproca: és el regne de la falsedat i de la irrealitat. Sota els dictats del regne del Dia, Tristany es veu obligat a endur-se Isolda d'Irlanda per casar-la amb el seu oncle Marke, accions que van contra els desitjos secrets de Tristany. El regne de la Nit, en canvi, és la representació de la realitat intrínseca, en la qual els amants poden estar junts i els desitjos poden expressar-se obertament i assolir-ne la realització: és el regne de la unitat, la veritat i la realitat que només pot assolir-se plenament amb la mort dels amants. El regne de la Nit, per tant, esdevé també el regne de la mort: l'únic món en què Tristany i Isolda poden esdevenir 'un' per sempre, i és d'aquest regne que parla Tristany al final de l'acte II ("Dem Land das Tristan meint, der Sonne Licht nicht scheint"). A l'acte III, Tristany s'exclama contra la llum del dia i sovint clama per alliberar-se dels seus desitjos (Sehnen). Implícitament, Wagner equipara el Dia i la Nit, respectivament, amb les nocions de Phenomenon i Noumenon pròpies de la filosofia de Schopenhauer, tot i que res no s'indiqui explícitament en el llibret. D'altra banda les al·lusions musicals a Tristany a Die Meistersinger von Nürnberg i a Parsifal acaben de reblar les afinitats de Wagner amb l'ideari del filòsof.
La visió del món de Schopenhauer dicta que l'única manera per a l'home d'aconseguir la pau interior és renunciar als seus desitjos: un tema que Wagner va explorar a fons en la seva darrera òpera, Parsifal . De fet, Wagner fins i tot va considerar que el personatge de Parsifal es trobés amb Tristany durant els seus sofriments a l'acte III, però més tard va rebutjar la idea.

## Recepció deTristan und Isolde
Tot i que actualment Tristany und Isolde forma part del repertori habitual de qualsevol dels grans teatres d'òpera d'arreu del món, en el moment de la seva estrena l'opinió de gran part de la crítica especialitzada va ser desfavorable. Així, en l'edició de 5 de juliol de 1865 l'Allgemeine musikalische Zeitung comentava l'estrena: 
Dit sense eufemismes, es tracta de la glorificació del plaer sensual, presentat amb tota mena de recursos excitants; no és altre cosa que materialisme sense límit segons el qual els ésser humans no poden aspirar a cap altre destí que no sigui viure com una parella de tórtores per acabar "esvaint-se en una alenada dolçament flairosa". Al servei d'aquest fi la música ha estat subordinada a la paraula; la més ideal de les Muses ha estat encarregada de preparar els pigments per a aquestes pintures indecents... (Wagner) fa de la sensualitat el veritable subjecte d'aquest drama... Pensem que la presentació escènica del poema Tristan und Isolde no pot equiparar-se a res més que a un acte indecent. Wagner no ens mostra la vida dels herois de les sagues nòrdiques que haurien d'edificar i enrobustir l'esperit de l'audiència germànica. El que ens presenta és la decadència de la vida del herois a conseqüència del seu abandonar-se a la sensualitat.

La reacció d'Eduard Hanslick l'any 1868 al preludi de Tristany va ser que "recorda a una de l'antiga pintura italiana d'un màrtir els intestins del qual es desenrotllen lentament del seu cos en un rodet". La primera actuació al Drury Lane Theatre de Londres va obtenir la següent resposta de The Era el 1882:
| « | No podem abstenir-nos de protestar contra el culte a la passió animal, que és un tret més que evident en les darreres obres de Wagner. Tot i admetre que no resulta tan respulsiu Tristan com Die Walküre, la intenció, però, és la mateixa. La passió és de natural profana i la seva representació és inevitablement impura. Per aquests motius ens agradaria de creure que aquesta mena d'obres no s'arribaran mai a popularitzar. Si ho fessin, estem segurs que els seus efectes serien malsans i, per tant, hi ha motius per felicitar-se pel fet que la música de Wagner, malgrat tota la seva meravellosa habilitat i poder de sugestió, repel·leix un nombre més gran d'espectadors d'aquells a qui fascina. | » |

Mark Twain, en una visita a Alemanya, va assistir a una representació de Tristan a Bayreuth i va comentar: "Conec alguns, i n'he sentit a parlar de molts, que no van poder dormir i es van passar tota la nit plorant després d'haver assistit a la funció. Em sento ben desplaçat en aquest lloc i arribo a pensar que soc l'única persona sensata entre aquesta comunitat de bojos; altres vegades em sento com l'únic cec entre una congregació de vidents; el salvatge que va les palpentes entre l'assemblea dels erudits, i sempre, mentre dura la celebració, com un heretge extraviat en el cel."
Clara Schumann va escriure que Tristan und Isolde era "la cosa més repugnant que he vist o sentit en tota la meva vida".
Amb el pas del temps Tristan va anar essent considerada de manera progressivament més favorable. En una entrevista poc abans de la seva mort, Giuseppe Verdi va declarar que el Tristan de Wagner "el maravellava i l'intimidava alhora". A The Perfect Wagnerite, l'escriptor satíric anglès George Bernard Shaw va escriure que Tristan era "una translació musical sorprenentment intensa i fidel de les emocions que acompanyen la unió d'una parella d'amants" i el va descriure com "un poema de destrucció i mort". Richard Strauss, inicialment menyspreà Tristan, tot afirmant que la música de Wagner seria capaç de "matar un gat i de convertir les roques en uns ous remenats a causa de les seves horribles dissonàncies". Més tard, però, Strauss va passar a formar part de la colla de fidels de Bayreuth i en una carta a Cosima Wagner el 1892 declarava: "He dirigit el meu primer Tristan. Ha estat el dia més meravellós de la meva vida". El 1935 va escriure a Joseph Gregor, un dels seus llibretistes, que Tristan und Isolde era "la coronació del romanticisme, perquè sintetitzava l'anhel de tot el segle XIX".

El director d'orquestra Bruno Walter va escoltar el seu primer Tristan und Isolde el 1889 com a estudiant:
| « | Així que em vaig asseure al pis més alt de l'Òpera de Berlín i, des de les primeres frases dels violoncels, el cor va encongir-se'm... Mai abans havia sentit la meva ànima tan amarada de so i de passió, mai el meu cor havia experimentat tan sublim felicitat... Havia començat una nova època: Wagner era el meu déu, i jo volia ser el seu profeta. | » |

Tot parlant de la tècnica wagneriana dels acords fluctuants a Tristan und Isolde, Arnold Schoenberg els va definir com a "aparicions apàtrides, que vagaregen pels territoris de les diverses tonalitats, d'una ductilitat i adaptabilitat increïbles; espies que sotgen el punt febles i se n'aprofiten per a crear confusió; desertors l'objecte dels quals és renunciar a la pròpia personalitat; agents pertorbadors, sobretot i, abans que res, els companys més divertits".
Friedrich Nietzsche, que en la seva joventut va ser un dels aliats més decidits de Wagner, va escriure que, per a ell, " Tristan und Isolde són l'autèntic opus metaphysicum de qualsevol art". ... desig dolç i insadollable dels secrets de la nit i la mort ... és aclaparador en la seva simple grandesa". En una carta al seu amic Erwin Rohde, l'octubre de 1868, Nietzsche va descriure la seva reacció al preludi de Tristan : "No em puc permetre de restar críticament distant d'aquesta música; tot jo em sento fascinat, fa molt de temps que no tenia una sensació d'èxtasi tan duradora com després d'haver sentit aquesta obertura". Fins i tot després de la seva ruptura amb Wagner, Nietzsche va continuar considerant Tristan und Isolde una obra mestra: "Encara estic buscant una obra que exerceixi una fascinació tan perillosa, una tal sensació d'infinita felicitat; l'he buscada debades, en cada manifestació artística".
Marcel Proust, molt influenciat per Wagner, es refereix a Tristan und Isolde i les seves "repeticions inesgotables" al llarg de la seva novel·la A la recerca del temps perdut . Descriu el tema del preludi com "vinculat al futur, a la realitat de l'ànima humana, de la qual era un dels ornaments més especials i distintius".

## Enregistraments

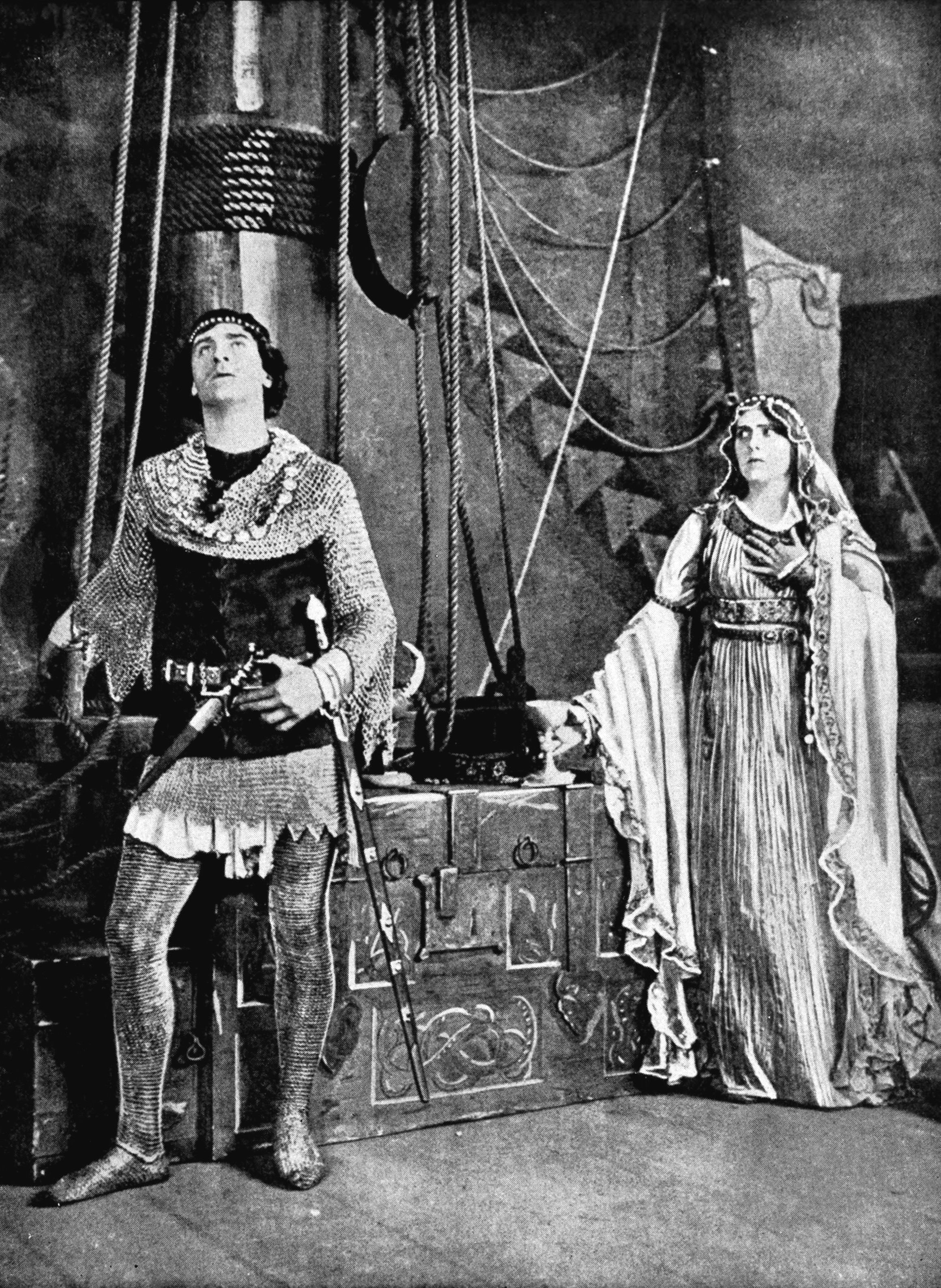
Foto d'una representació del 1917

Tristan und Isolde ha estat enregistrada per la majoria dels grans directors wagnerians des del final de la Primera Guerra Mundial fins a l'actualitat. Les limitacions de la tecnologia d'enregistrament fonogràfic van impedir de poder-les enregistrar íntegrament fins a la dècada de 1930, però existeixen enregistraments d'extractes o actes únics que es remunten a 1901, quan es van fer captures de fragments de Tristan de les representacions en el Metropolitan Opera.
En els anys anteriors a la Segona Guerra Mundial, Kirsten Flagstad i Lauritz Melchior eren considerats els principals intèrprets dels rols wagnerians, i existeixen enregistraments monoaurals d'aquesta parella d'artistes capturades en directe de versions dirigides per directors com Thomas Beecham, Fritz Reiner, Artur Bodanzky i Erich Leinsdorf . Flagstad, només cap al final de la seva carrera, l'any 1952, va enregistrar-la sota la direcció de Wilhelm Furtwängler per a EMI, en una versió considerada de referència.
Després de la guerra, l'any 1952, durant el Festival de Bayreuth, Martha Mödl i Ramón Vinay, dirigits per Herbert von Karajan, van enregistrar una versió en directe que es caracteritza per la força i vivacitat de les interpretacions d'ambdós. A la dècada de 1960, la soprano Birgit Nilsson va ser considerada la interpret ideal d'Isolda, a qui donava la replica pertinent el Tristany de Wolfgang Windgassen. La seva actuació a Bayreuth el 1966 sota la batuta de Karl Böhm va ser enregistrada per Deutsche Grammophon, una actuació sovint aclamada com una de les millors de Tristan und Isolde.
Karajan no va enregistrar en estudi l'òpera fins al 1971–72. La tria d'una veu de soprano més lleugera (Helga Dernesch) com Isolde, combinada amb un Jon Vickers extremadament intens i l'equilibri inusual entre l'orquestra i els cantants decidida per Karajan va ser controvertida. A la dècada de 1980, els enregistraments de directors com Carlos Kleiber, Reginald Goodall i Leonard Bernstein van ser més apreciats per la labor de direcció que per les interpretacions vocals. El cas de Kleiber és notable, ja que Isolda va ser cantada per la famosa soprano mozartiana Margaret Price, que mai va cantar el paper d'Isolda a l'escenari. Cas semblant al de Plácido Domingo que va cantar el paper de Tristan -aclamat per la crítica- en la versió EMI del 2005 sota la batuta d' Antonio Pappano tot i no haver cantat mai el paper sobre l'escenari. En els darrers deu anys han rebut el plàcet de la crítica enregistraments en estudi amb la Filharmònica de Berlín dirigida per Daniel Barenboim i un en directe a l'Ópera de l'Estat de Viena dirigit per Christian Thielemann.
Hi ha diverses produccions en DVD de l'òpera, inclosa la dirigida per Götz Friedrich a la Deutsche Oper de Berlín amb els experimentats wagnerians René Kollo i Gwyneth Jones en els papers principals. Deutsche Grammophon va llançar un DVD d'una representació al Metropolitan Opera amb Jane Eaglen i Ben Heppner, dirigida per James Levine i un DVD de la producció del Festival de Bayreuth de 1993 sota la direcció de Daniel Barenboim i amb Waltraud Meier com a Isolde i Siegfried Jerusalem com a Tristan, i direcció escènica de Heiner Müller. Més recentment, també s'ha publicat en DVD la representació dirigida per Daniel Barenboim a La Scala de Milà, en una producció de Patrice Chéreau. També hi ha un enregistrament en vídeo, tècnicament deficient però històricament important, amb Birgit Nilsson i Jon Vickers d'una actuació en directe, el 1973, al Teatre romà d'Aurenja, dirigida per Karl Böhm.

## Extractes i arranjaments orquestrals
El Prelude und Liebestod és una versió de concert de l'obertura i l'ària de l'acte III d'Isolda, "Mild und leise". L'arranjament va ser fet pel mateix Wagner i es va interpretar per primera vegada el 1862, uns quants anys abans de l'estrena de l'òpera completa el 1865. El Liebestod es pot interpretar en versió estrictament orquestral, o amb una soprano cantant la visió d'Isolda de Tristany ressuscitat.
Wagner va anomenar el preludi "Liebestod" (amor-mort), mentre que l'ària final d'Isolda "Mild und leise" la va anomenar "Verklärung" (Transfiguració). El 1867 el seu sogre Franz Liszt va fer una transcripció per a piano de "Mild und leise", que va anomenar "Liebestod" (S.447). La transcripció de Liszt va ser coneguda a tot Europa molt abans que l'òpera de Wagner arribés a la majoria de llocs, i és el títol de Liszt per a l'escena final el que ha persistit. La transcripció va ser revisada el 1875.
Wagner va transcriure el duet amorós de l'acte segon com a peça de concert que no va ser mai interpretada fins que el 1950, després d'haver passat la partitura per diverses mans privades, va arribar a coneixement de Daniel Barenboim, que la va passar a Antonio Pappano. El primer enregistrament del duet d'amor com a peça de concert es va fer l'any 2000, amb Plácido Domingo, Deborah Voigt i l'Orquestra de la Royal Opera House dirigida pel mateix Pappano.
Un altre compositor que va reelaborar material de Tristan und Isolde va ser Emmanuel Chabrier en el seu humorístic Souvenirs de Munich. Quadrille sur un thème de "Tristan und Isolde" pour piano quatre mains (1885-86). Leopold Stokowski va fer una sèrie de "Síntesis simfòniques" purament orquestrals de les òperes de Wagner durant la seva etapa com a director de l'Orquestra de Filadèlfia, introduint per a les audiències americanes dels anys vint i trenta música que altrament no hauria escoltat. Entre d'altres, va fer una "versió llarga" de la música de Tristan und Isolde que consistia principalment en el preludi de l'acte I, la Liebesnacht de l'Acte II i el Liebestod de l'acte III. Una versió més curta de la música dels actes 2n i 3r la va anomenar "Love Music from Tristan and Isolde".
Obres basades en l'òpera
- Dins de la dilatadíssima obra pictòrica de Salvador Dalí hom hi pot trobar referències directes a la personalitat i l’obra de Richard Wagner i, singularment, al drama amorós de Tristany i Isolda. Ja en el film Un chien andalou, rodat a París el 1928 conjuntament amb Luís Buñuel, hi apareixen seqüències de l’òpera, a la qual va dedicar també un cicle d’il·lustracions dins el conjunt tardà de la seva obra (1970). Durant el periode en què Dalí va mantenir una mes intensa relació amb la psicologia del drama wagnerià (1937-1944) i restà més fascinat per les possibilitats artístiques del teatre, va escriure els llibrets i va crear les escenografies, coreografiades per Leonide Massine, dels ballets Venusberg (1939) i Bacchanal (1939), basats en l’òpera Tannhäuser, i dues versions de Mad Tristan (1937, 1944) basades en Tristan und Isolde, la última de les quals fou estrenada a l’International Theater, a Nova York, sense gaire exit7.
- Isoldina i Wagneria, improvisacions per a piano de Clament Doucet
- Tristan: Préludes für Klavier, Tonbänder und Orchester (1973), de Hans Werner Henze
- Tristan und Isolde: an orquestral passion (1994), de Henk de Vlieger
- Der Minuten-Tristan (1996), composició per a 12 pianistes i 6 pianos, d' Enjott Schneider
- Prelude und Liebestod, arranjament per a quartet de corda i acordió, escrit per al Dudok Quartet Amsterdam (2021) per Max Knigge[46]
- Nachtstück (1980–83) per a viola i orquestra de cambra, de Volker David Kirchner[47]

- Tristan and Isolde Fantasy (1946)', per a violí, piano i orquestra, de Franz Waxman

## L'òpera en la cultura popular

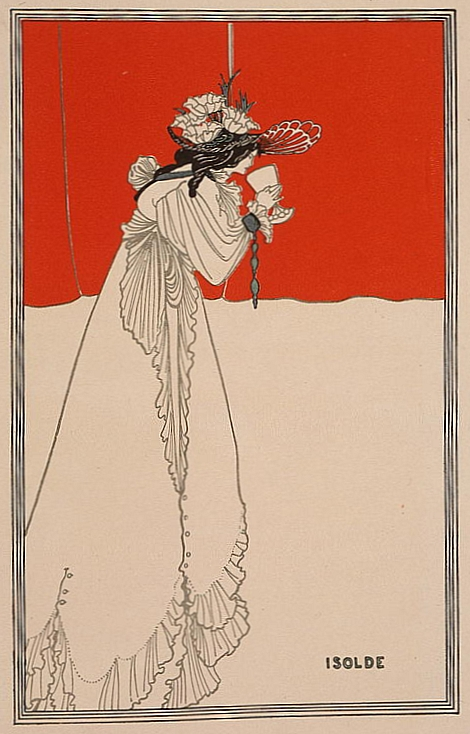
Isolde, dibuix d'Aubrey Beardsley. A baix, The Wagnerites, dibuix a ploma del mateix autor.

El dibuix a ploma d'Aubrey Beardsley The Wagnerites mostra homes i dones molt empolainats assistint a una representació de Tristany und Isolde . El dibuix es va publicar per primera vegada al Yelllow Book, vol III [octubre de 1894]. Segons Stephen Calloway, "Beardsley tenia un interès obsessiu per Wagner, i assistia amb avidesa a les representacions de les seves obres a Londres". Aquesta representació del públic wagnerià escoltant l'òpera, identificada pel programa ajagut a terra, és una de les grans obres mestres de la manière noire de Beardsley. El dibuix es troba a la col·lecció del Victoria and Albert Museum.
L'any següent, Beardsley va dibuixar una dona, dempeus davant d'una cortina groga a mitja alçada, lluint un barret de flors, mentre beu d'una gran copa. A l'extrem inferior dret hi figura la paraula ISOLDE. Isolda va ser reprouïda per primera vegada en litografia acolorida (vermell, verd, gris i negre) com a suplement a The Studio, l'octubre de 1895. El dibuix original (en groc, blanc i negre) es troba a la col·lecció del Victoria and Albert Museum.
L'argument de l'òpera és el rerefons de la història d'amor perdut d'Horacio Quiroga, La muerte de Isolda, un dels contes de la col·lecció Cuentos de amor, de locura y de muerte (1917).
A la pel·lícula de 1963 d'Alfred Hitchcock Els ocells, un fragment de Tristan emfasitza de manera destacada l'escena en què Annie (Suzanne Pleshette) revela resignadament a Melanie (Tippi Hedren) el seu amor no correspost per Mitch.
El concert per a piano i orquestra de Dalit Warshaw, Conjuring Tristan (2015) es basa en els leitmotivs de l'òpera per reformular els esdeveniments narratius i dramàtics del Tristany de Thomas Mann a través de la música de Wagner.
La pel·lícula de Lars von Trier, Melancholia (2011), inclou fragments del preludi de l'òpera de manera destacada.
El famós Liebestod és utilitzat com a banda sonora en el tercer episodi de la primera temporada de la sèrie televisiva The Crown.